# کفار عزه

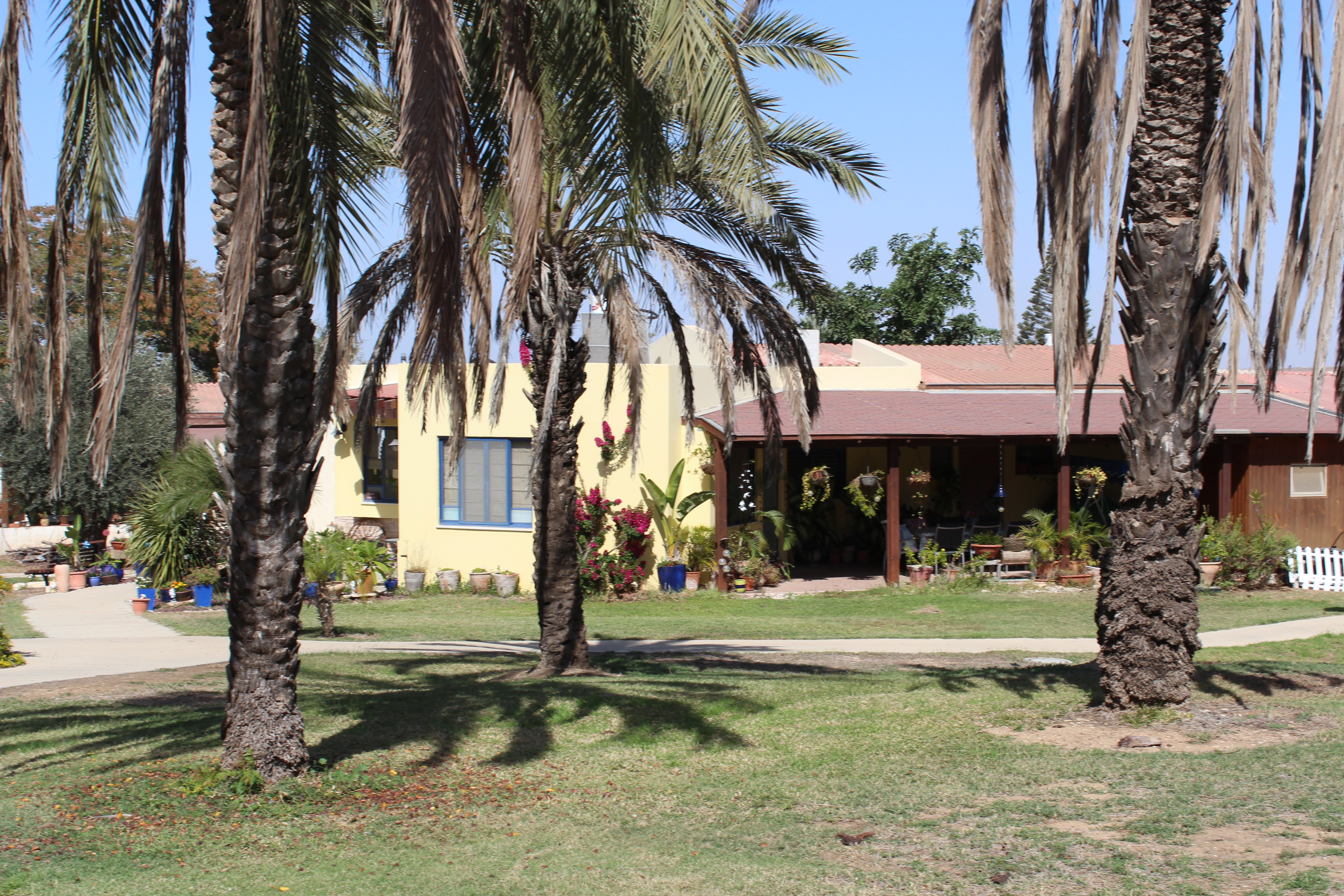
نمایی از کفار عزه، یک کیبوتص در جنوب اسرائیل - ۲۰۱۳

کفار عزه (عبری: כְּפַר עַזַּה‎) یک کیبوتص در جنوب اسرائیل است. این دهکده اشتراکی که بین نتیوت و سدروت در حدود پنج کیلومتری شرق غزه واقع شده‌است، تحت صلاحیت شورای منطقه ای شاعر النقب قرار دارد. در سال ۲۰۲۱ دارای ۷۶۵ نفر جمعیت بود.